# Ritsumeikanuniversitetet

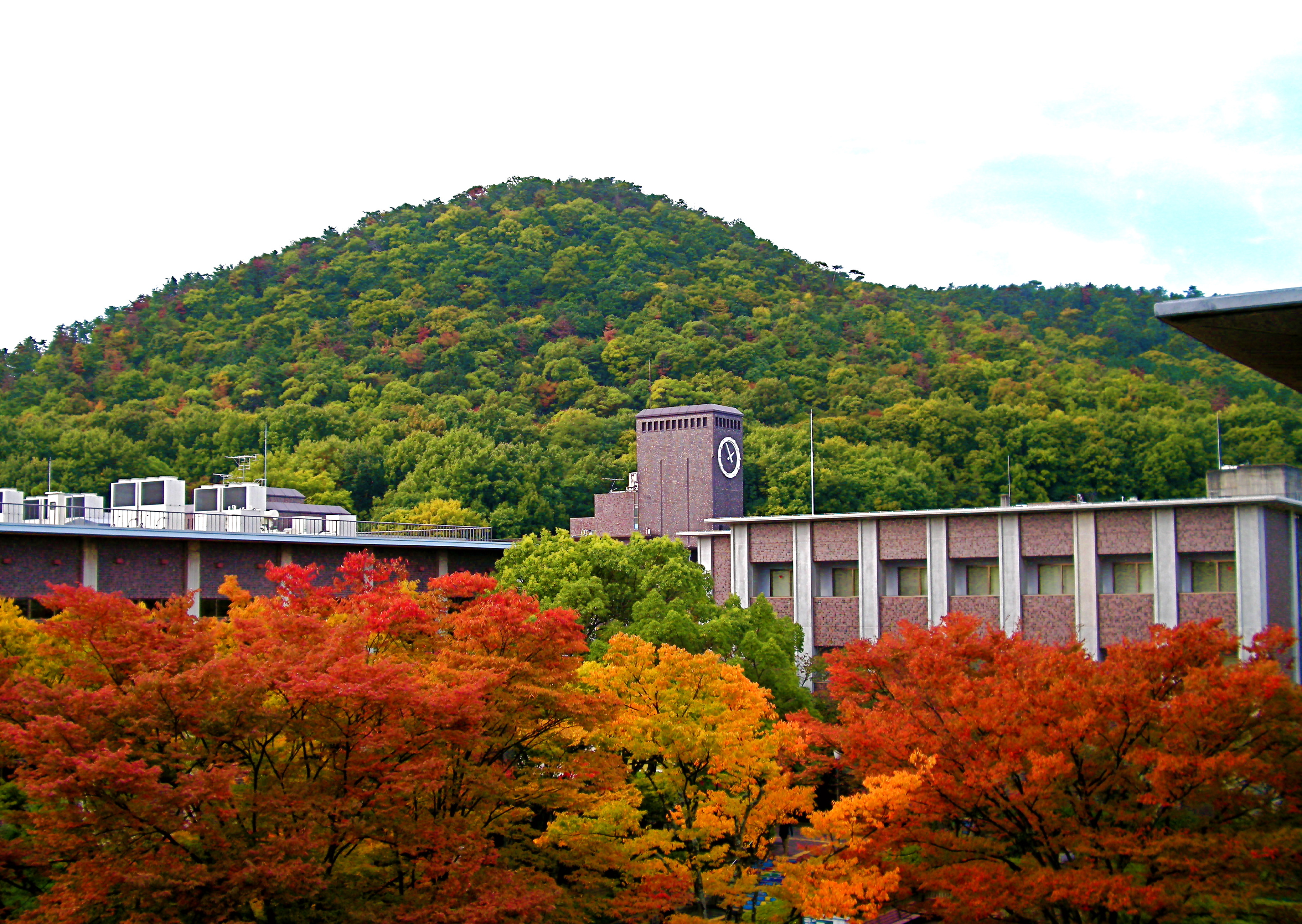
Ritsumeikanuniversitet (Kyoto, Japan)

Ritsumeikanuniversitet (立命館大学, Ritsumeikan Daigaku) är ett privat universitet i Kyoto, Japan. Universitetet grundades 1869 som en privatskola i Kyotos kejserliga palats. 1900 förändrades det till en kvällsskola i juridik, 1912 började namnet Ritsumeikan att användas och 1922 blev Ritsumeikan förlänat universitetsstatus. Det utgör tillsammans med Doshisha universitet och Kyotouniversitetet Kyotos tre elituniversitet.
Namnet Ritsumeikan betyder, fritt översatt, "institution (eller plats) där ens öde bestäms", och kommer ursprungligen från ett stycke ur the Discourses of Mencius:
"Some die young, as some live long lives. This is decided by fate. Therefore, one's duty consists of cultivating one's mind during this mortal span and thereby establishing one's destiny."
Ritsumeikan har utbytesavtal med Lunds universitet och Malmö högskola.